# Preistransparenzdatenbank
Die Preistransparenzdatenbank ist eine Datenbank zur Abfrage von Treibstoffpreisen in Österreich.

Laut Ankündigung können seit dem 22. August 2011 Treibstoffpreise zu einem Standort abgefragt werden.

## Rechtsgrundlage
Im Gegensatz zu privatwirtschaftlich betriebenen Abfragen wie bei den Automobilclubs ARBÖ oder ÖAMTC, ist diese Preistransparenzdatenbank gesetzlich reglementiert. Das Preistransparenzgesetz und die Preistransparenzverordnung Treibstoffpreise 2011 (welche am 2. August 2011 in Kraft getreten ist), verpflichtet ab 8. August 2011 Tankstellenbetreiber zur Meldung von Preisänderungen an Dieselkraftstoff sowie Superbenzin (ROZ 95). Betreut wird die Datenbank von der Energie-Control GmbH.

## Übermittlung der Preise
Preisänderungen müssen zeitnah per Internet, SMS oder elektronischem Datenaustausch  gemeldet werden. Bei einer automatisierten Übermittlung sind keine manuellen Eingriffe notwendig. Die verpflichtende tägliche Meldung um 12 Uhr muss unverzüglich erfolgen. 
Weitere Änderungen müssen innerhalb von 30 Minuten übermittelt werden. Laut Pressemitteilung des Bundesministerium für Wirtschaft, Familie und Jugend wird angenommen, dass Betreiber Preissenkungen sehr schnell melden werden, um in der Datenbank aufscheinen zu können.